# Saúde no Ceará
A Saúde no Ceará tem uma boa estrutura apesar de no serviço público ainda existir superlotação e concentração de atentimentos complexos está concentrada em Fortaleza. Uma tentativa de melhoria do sistema de saúde pública foi a criação da Escola de Saúde Pública do Ceará em 1993. O principal hospital de ensino é o Hospital Universitário Walter Cantídio.

## História
Durante o século XIX somente oitenta cearenses foram diplomados pelas duas faculdades de medicina existentes no Brasil. Desses, somente trinta voltaram para o Ceará. Alguns dos médicos de destaque dessa época foram José Lourenço de Castro Silva, que liderou o combate e o tratamento da peste de febre amarela no estado em 1851, Meton de Alencar, Guilherme Studart, dentre outros. Nesse período, além das secas, várias pestes assolaram o estado: varíola, febre amarela e cólera foram as piores. Em todo o estado havia poucas instituições hospitalares destacando-se unicamente a Santa Casa de Misericórdia de Fortaleza, primeiro hospital, fundada em 1861.
Nos primeiros anos do século XX foi fundada a primeira entidade médica do Ceará, o "Centro Médico Cearense", atual Associação Médica Cearense, em 1913. A primeira instituição de ensino superior da área de saúde do Ceará foi a Faculdade de Farmácia e Odontologia do Ceará criada em 1916. Em 1925 inicia-se as atividades da Santa Casa de Misericórdia de Sobral, sendo até hoje o maior hospital do interior cearense. Já em 1930 é inaugurado em Iguatu o Hospital Santo Antonio dos Pobres. Em Fortaleza inicia o funcionamento do serviço de emergência prestado pelo Instituto Doutor José Frota em 1932. Durante toda a década de 1930 houve um surto de malária no estado. O primeiro curso de medicina do Ceará foi criado em 1948.
Durante os governos militares das décadas de 1960 e 1970 vários hospitais e instituições de assistência a saúde foram criadas no estado, notadamente o Hospital Geral de Fortaleza, criado em 1969 e desde então é o maior hospital do Ceará.

## Rede de saúde

### Saúde Pública
Atualmente o sistema de saúde pública cearense é composto por hospitais municipais, pelos hospitais do governo do estado, todos em Fortaleza, totalizando 164 unidades hospitalares com internação e 2.198 sem internação. Dois hospitais de grande porte serão construídos durante o atual governo do estado nas regiões do Cariri e Sobral. O sistema também é composto por centenas de postos de saúde e centenas de equipes do Programa de Saúde da Família em quase todos os municípios.

### Saúde Privada
O atendimento médico privado é bastante desenvolvido com um total de 127 hospitais, destacando-se os hospitais São Mateus, Antônio Prudente, Unimed, Monte Klinikum. No ensino particular da medicina o destaque fica para a Faculdade de Medicina de Juazeiro do Norte.